# Corydalis longkiensis
Corydalis longkiensis là một loài thực vật có hoa trong họ Anh túc. Loài này được C.Y.Wu, Lidén & Z.Y.Su mô tả khoa học đầu tiên năm 1993.